# St. Martin (Missisipi)
St. Martin – jednostka osadnicza w Stanach Zjednoczonych, w stanie Missisipi, w hrabstwie Jackson.